# Sadova (Suceava)
Sadova è un comune della Romania di 2 459 abitanti, ubicato nel distretto di Suceava, nella regione storica della Bucovina.